# Hilfsebenenverfahren
Das Hilfsebenenverfahren ist eine Methode der darstellenden Geometrie, um die Durchdringungskurve (Schnittkurve) zweier Flächen (Zylinder, Kegel, Kugel, Torus) in einer Zweitafelprojektion punktweise zu bestimmen. Diese Methode ist aber nur praktikabel, wenn es Ebenen gibt, die die gegebenen Flächen in Geraden oder Kreisen schneiden und diese dann auch noch parallel zum Grund- oder Aufriss sind. Diese Voraussetzungen schränken die möglichen Fälle stark ein. Dennoch sind viele in der Praxis vorkommenden Fälle damit zu lösen.
Neben dem Hilfsebenenverfahren gibt es noch das Pendelebenenverfahren und das Hilfskugelverfahren.
Rechnerische Verfahren zur Bestimmung von Punkten auf einer Schnittkurve werden im Artikel Schnittkurve erläutert.

## Beschreibung des Verfahrens an einem Beispiel

Durchdringungskurve: Hilfsebenenverfahren für Kegel-Zylinder

Gegeben sind ein Kegel {\displaystyle \Phi _{1}} (Achse {\displaystyle a_{1}}) und ein Zylinder {\displaystyle \Phi _{2}} (Achse {\displaystyle a_{2}}) in Grund-, Auf- und Seitenriss (s. Bild). Gesucht ist die Durchdringungskurve  {\displaystyle k=\Phi _{1}\cap \Phi _{2}} der beiden Flächen.
1. Wähle eine geeignete Ebene {\displaystyle \varepsilon } parallel zur Grundrisstafel, die beide Flächen schneidet, und zeichne den Aufriss {\displaystyle \varepsilon ''} und Seitenriss {\displaystyle \varepsilon '''}.
2. Zeichne den Grundriss {\displaystyle c'} des Schnittkreises {\displaystyle \varepsilon \cap \Phi _{1}} (Radius r).
3. Bestimme im Seitenriss den Abstand {\displaystyle d}  und ziehe im Grundriss die Parallelen {\displaystyle g',h'} zu {\displaystyle a'_{2}} im Abstand {\displaystyle d}.
4. Die (max. vier) Schnittpunkte {\displaystyle P',Q'} des Kreises {\displaystyle c'} mit {\displaystyle g'} und {\displaystyle h'} sind die Grundrisse von Punkten der Durchdringungskurve.
5. Auf {\displaystyle \varepsilon ''} erhält man über Ordner dann {\displaystyle P'',Q''}.
6. Wiederhole 1. bis 5. n-mal.
7. Verbinde die Punkte in der „richtigen“ Reihenfolge durch eine Kurve.